# Placówka Straży Celnej „Silna”

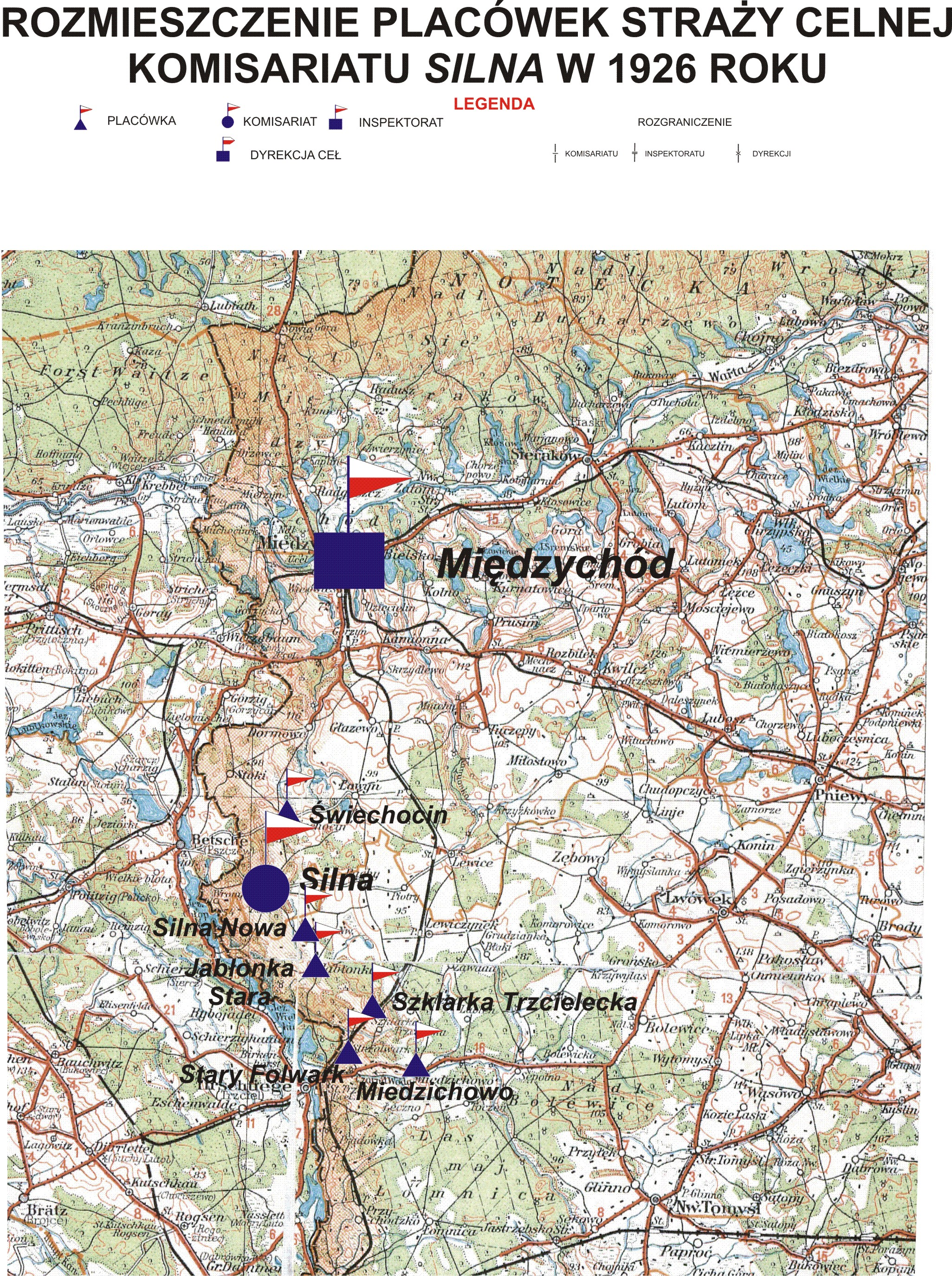
Rozmieszczenie placówek Straży Celnej komisariatu Silna w 1926

Placówka Straży Celnej „Silna – jednostka organizacyjna Straży Celnej pełniąca w okresie międzywojennym służbę ochronną na granicy polsko-niemieckiej.

## Formowanie i zmiany organizacyjne
Na wniosek Ministerstwa Skarbu, uchwałą z 10 marca 1920 roku, powołano do życia Straż Celną. Od połowy 1921 roku jednostki Straży Celnej rozpoczęły przejmowanie odcinków granicy od pododdziałów Batalionów Celnych. Proces tworzenia Straży Celnej trwał do końca 1922 roku. Placówka Straży Celnej „Silno weszła w podporządkowanie komisariatu Straży Celnej „Silna” z Inspektoratu SC „Międzychód”.
W drugiej połowie 1927 roku przystąpiono do gruntownej reorganizacji Straży Celnej. W praktyce skutkowało to rozwiązaniem tej formacji granicznej. Ochronę północnej, zachodniej i południowej granicy państwa przejęła powołana z dniem 2 kwietnia 1928 roku Straż Graniczna.
Rozkazem nr 11 z 9 stycznia 1930 roku  o reorganizacji Wielkopolskiego Inspektoratu Okręgowego komendant Straży Granicznej płk Jan Jur-Gorzechowski usamodzielnił podkomisariat „Silna” będący  w strukturze komisariatu „Międzychód”. Placówka SG II linii „Silna” weszła w jego skład. Placówka w 1936 roku mieściła się w m. Silna, numer domu 50.

## Funkcjonariusze placówki
Kierownicy placówki
| stopień          | imię i nazwisko, numer | okres pełnienia służby | kolejne stanowisko |
| ---------------- | ---------------------- | ---------------------- | ------------------ |
| starszy strażnik | Michał Wolny (175)     | był w 1926             |                    |

Obsada personalna placówki w 1926:
- starszy strażnik Michał Wolny (175)
- strażnik Jan Bątkiewicz (263)
- strażnik Franciszek Piątek (136)
- strażnik Józef Gubon (27)
- strażnik Wincenty Napierała (10)
- strażnik Stanisław Michalski (1914)
- strażnik Leon Jaśkowiak (1765)
- strażnik Kazimierz Rój (2671)
- strażnik Stanisław Buszka (2369)
- strażnik Edward Rybak (3214)